# Franz Immer

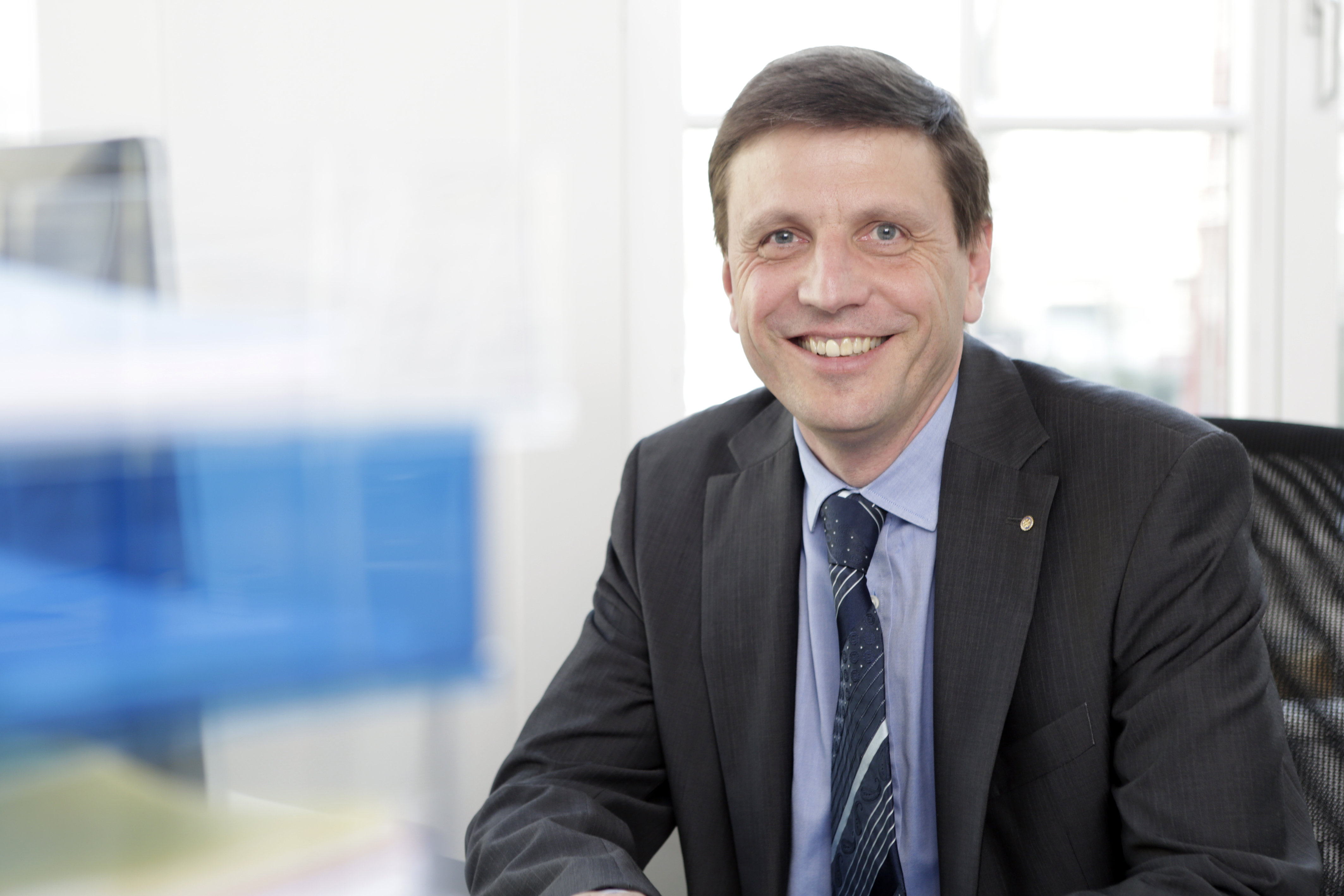
Franz Immer

Franz Immer (* 20. September 1967 in Courtepin, Kanton Freiburg; Heimatort in Thun, Kanton Bern) ist ein Schweizer Herz- und thorokaler Gefässchirurg und Direktor der Stiftung Swisstransplant.

## Leben
Nach der Grundbildung am Gymnasium St. Michel in Freiburg absolvierte Franz Immer das Studium der Humanmedizin in Freiburg und Bern. In Anschluss an das Staatsexamen an der Universität Bern war Immer als Assistenzarzt auf den Gebieten der Inneren Medizin, der Chirurgie und der Pädiatrie in Sumiswald, Interlaken, Biel, Basel und Bern tätig. 2002 war Immer als Gastarzt an der Mayo Clinic in Rochester, Mn, USA. Als Oberarzt Herz- und Gefässchirurgie an der Universitätsklinik Bern erlangte Franz Immer 2002 den Facharzttitel FMH Herz- und thorakale Gefässchirurgie und leitete 2006–2008 die klinische Forschung der Klinik für Herz- und thorakale Gefässchirurgie. Im Januar 2007 erhielt Immer den Titel eines Privatdozenten für das Fach Herz- und thorakale Gefässchirurgie von der Medizinischen Fakultät der Universität Bern. Seit Mai 2008 ist er Direktor von Swisstransplant, der Schweizerischen Nationalen Stiftung für Organspende und Transplantation. Franz Immer ist Vater von vier Kindern. Er lebt in Thun (Kanton Bern).

## Internationale Aktivitäten
Franz Immer engagiert sich in verschiedenen internationalen Gremien zur Organspende und Transplantation. Seit April 2020 ist er Präsident von FOEDUS (Facilitating Exchange of Organs Donated in EU Members States). Die Plattform FOEDUS-EOEO verwaltet den grenzüberschreitenden Organaustausch und erleichtert somit allen Mitgliedstaaten in Europa die internationale Zusammenarbeit im Bereich der Organspende. Unter seinem Präsidium konnte Eurotransplant als neues Mitglied gewonnen werden. Damit erhöhte sich die Zahl der Mitgliedstaaten auf 33 Länder (rund 500 Mio. Einwohner), womit die Zahl der Spendeorgane, die über die Plattform ausgetauscht werden, deutlich angestiegen ist.
Als Delegierter der Schweiz ist Franz Immer seit 2014 Mitglied im Europäischen Komitee für Organtransplantation (European Committee on Organ Transplantation, CD-P-TO) des Europarats, das er 2020/2021 präsidierte. Das CD-P-TO ist eine zentrale Plattform, um die europäische Zusammenarbeit in der Organspende und -transplantation zu steuern und entsprechende Ethik-, Qualitäts- und Sicherheitsstandards zu entwickeln.

## Wissenschaftliche Tätigkeiten / Publikationen
Als Direktor der Stiftung Swisstransplant forscht Franz Immer auf dem Gebiet der Organspende und -transplantation und publiziert zu Themen der Organspende und   Transplantationsmedizin. Neben seinem Interesse an der Optimierung des Organspendewesens fokussiert Franz Immer vor allem auf klinisch relevante Themen zur Beurteilung von Organspenderinnen und Organspendern und dem damit verbundenen Transplantationsergebnis. Auf dem Gebiet der Herz- und Gefässchirurgie hat er sich schwerpunktmässig mit dem Einfluss und der Optimierung des tief hypothermen Kreislaufstillstands in der Chirurgie der Aorta auseinandergesetzt und zahlreiche Arbeiten publiziert.
Als Mitglied der medizinischen Fakultät der Universität Bern hat Franz Immer gegen 70 medizinischen Doktorarbeiten (Masterthesen) erfolgreich begleitet.

## Ehrungen/Auszeichnungen
- Hans G. Borst Award for Thoracic Aortic Surgery of the European Association for Cardio-Thoracic Surgery (EACTS), 2004. Immer FF, Hagen U, Berdat PA, Eckstein FS, Carrel TP: Risk factors for secondary dilatation of the aorta after acute Type A aortic dissection. Annual meeting of the European Association for Cardio-Thoracic Surgery